# 다다 다카유키
다다 다카유키(일본어: 多田 高行, 1988년 4월 7일 ~ )는 일본의 전 축구 선수이다.

## 구단 경력
과거 기라반츠 기타큐슈에서 활동하였다.